# Јерменија на Летњим олимпијским играма 1996.
Јерменији је ово било прво учешће на Летњим олимпијским играма од када учествије као самостална држава. На Олимпијским играма 1996., у Атланти, САД учествовала је са 32 учесника (30 мушкараца и 2 жене), који су се такмичили у 11 спортова.
Заставу Јерменије на свечаном отварању Олимпијских игара 1996. носио је дизач тегова Ахван Григорјан.
Спортисти Јерменије су на овим играма заузели 45. место у укупном пласману, са освојене 2 медаље од којих је 1 била златна и 1 сребрна.
Прву медаљу и то златну у историји олимпијског спорта Јерменије као самосталне државе освојио је рвач Армен Назарјан.

## Учешће спортиста Јерменије по дисциплинама
| Спорт          | Мушкарци | Жене | Укупно |
| -------------- | -------- | ---- | ------ |
| Атлетика       | 2        | 0    | 2      |
| Бициклизам     | 1        | 0    | 1      |
| Бокс           | 4        | 0    | 4      |
| Гимнастика     | 1        | 0    | 1      |
| Дизање тегова  | 10       | 0    | 10     |
| Пливање        | 0        | 1    | 1      |
| Рвање          | 8        | 0    | 8      |
| Скокови у воду | 1        | 1    | 2      |
| Стрељаштво     | 1        | 0    | 1      |
| Тенис          | 1        | 0    | 1      |
| Џудо           | 1        | 0    | 1      |
| Укупно(11)     | 30       | 2    | 32     |

## Освајачи медаља

### Злато
- Армен Назарјан - рвање, до 52 кг грчко-римски стил

### Сребро
- Армен Мкерчијан - рвање, до 48 кг слободни стил

## Резултати по дисциплинама

### Атлетика

#### Мушкарци
| Атлетичар Лични рекорд      | Дисциплина | Група    | Група       | Финале           | Финале | Детаљи |
| Атлетичар Лични рекорд      | Дисциплина | Резултат | Место       | Резултат         | Место  | Детаљи |
| --------------------------- | ---------- | -------- | ----------- | ---------------- | ------ | ------ |
| Роберт Емијан, 8,86 НР      | скок удаљ  | 7,76     | 14/27 Б гр. | Није се пласирао | 28/ 53 |        |
| Армен Мартиросјан, 17,41 НР | троскок    | 16,74    | =3/21 Б гр. | 16,97            | 5 / 43 |        |

## Бициклизам

### Друмски бициклизам

#### Мушкарци
| Бициклист      | Дисциплина   | Време        | Пласман      | Детаљи |
| -------------- | ------------ | ------------ | ------------ | ------ |
| Арсен Хазарјан | Друмска трка | Није завршио | Није завршио |        |

## Бокс

### Мушкарци
| Боксер          | Дисциплина | Коло 32 так.                     | коло 16 так.                                             | Четвртфинале       | Полуфинале         | Финале             | Плас.     | Детаљи |
| Боксер          | Дисциплина | Противник Резултат               | Противник Резултат                                       | Противник Резултат | Противник Резултат | Противник Резултат | Плас.     | Детаљи |
| --------------- | ---------- | -------------------------------- | -------------------------------------------------------- | ------------------ | ------------------ | ------------------ | --------- | ------ |
| Ншан Мунчјан    | - 48 кг    | слободан                         | Петров · Бугарска · Пор 5 : 11                           | Није се пласирао   | Није се пласирао   | Није се пласирао   | 9—16 / 30 |        |
| Lernik Papyan   | - 51 кг    | Цујимото · Јапан · Поб 10 : 5    | Ромеро · Куба · Пор 2 : 22                               | Није се пласирао   | Није се пласирао   | Није се пласирао   | 9—16 / 32 |        |
| Artur Gevorgyan | - 57 кг    | Konamegui · Камерун · Поб 10 : 3 | Mayweather, Jr. · Сједињене Америчке Државе · Пор 3 : 16 | Није се пласирао   | Није се пласирао   | Није се пласирао   | 9—16 / 32 |        |
| Мехак Хазарјан  | - 60 кг    | слободан                         | Strange · Канада · Пор 7 : 16                            | Није се пласирао   | Није се пласирао   | Није се пласирао   | 9—16 / 32 |        |

## Гимнастика

### Мушкарци
Јерменију је представљао Norayr Sargsyan који је учествовао у шест појединачних дисциплина и вишебоју.
| Гимнастичар     | Дисциплина | Резултат | Пласман |
| --------------- | ---------- | -------- | ------- |
| Norayr Sargsyan | партер     | 18.712   | 49      |
| Norayr Sargsyan | прескок    | 19.099   | 34      |
| Norayr Sargsyan | кругови    | 18.400   | =71     |
| Norayr Sargsyan | коњ са хв. | 18.000   | =76     |
| Norayr Sargsyan | разбој     | 17.450   | 86      |
| Norayr Sargsyan | вратило    | 18.550   | 61      |
| Norayr Sargsyan | вишебој    | 110.211  | 50      |

## Дизање тегова

### Мушкарци
| Текмичар               | Дисциплина | Трзај    | Трзај   | Избачај      | Избачај      | Укупно       | Пласман      | Детаљи |
| Текмичар               | Дисциплина | Резултат | Пласман | Резултат     | Пласман      | Укупно       | Пласман      | Детаљи |
| ---------------------- | ---------- | -------- | ------- | ------------ | ------------ | ------------ | ------------ | ------ |
| Едуард Дабринијан      | -64 кг     | 132,5    | =11-12  | 160          | =12-19       | 292,5        | 12 / 36      |        |
| Израел Милитосјан      | -70 кг     | 152,5    | = 4-6   | 182,5        | = 5          | 335          | 6 / 28       |        |
| Hayk Yeghiazaryan      | -70 кг     | 145      | =11-14  | 180          | = 7-11       | 325          | 12 / 28      |        |
| Hovhannes Barsegian    | -76 кг     | 155      | =11-14  | 190          | 6            | 345          | 8 / 24       |        |
| Khachatur Kyapanaksian | -76 кг     | 165 ОР   | 1       | Није завршио | Није завршио | Није завршио | Није завршио |        |
| Sergo Chakhoian        | -83 кг     | 170      | =2—5    | 195          | 9            | 365          | 6 / 20       |        |
| Алекс Карапетјан       | -91 кг     | 167,5    | =8-11   | 200          | =13—15       | 367,5        | 13 / 25      |        |
| Ахван Григорјан        | -99 кг     | 145      | =11-14  | 180          | = 7-11       | 325          | 12 / 28      |        |
| Ара Вандарјан          | -108 кг    | 180      | 7       | 215          | =6—9         | 395          | 7 / 23       |        |
| Ashot Danielyan        | +108 кг    | 177,5    | =10-12  | 217,5        | 13           | 395          | 13 / 28      |        |

## Пливање

### Жене
| Пливачица     | Дисциплина  | Група   | Група   | Полуфинале        | Полуфинале        | Финале            | Финале            | Детаљи |
| Пливачица     | Дисциплина  | Време   | Пласман | Време             | Пласман           | Време             | Пласман           | Детаљи |
| ------------- | ----------- | ------- | ------- | ----------------- | ----------------- | ----------------- | ----------------- | ------ |
| Ануш Манукјан | 100 м прсно | 1:20,70 | 45/46   | Није се пласирала | Није се пласирала | Није се пласирала | Није се пласирала |        |

## Рвање
Од осам јерменских рвача 2 су се борила слободним, а 6 грчко римским стилом.
Мушкарци слободан стил
| Рвач             | Дисциплина | Квалификације                  | 1/8 финала                                 | 1/4 финале           | 1/2 финале                                   | Репасаж 1. круг    | Репасаж 2. круг        | Финале                                            | Детаљи |
| Рвач             | Дисциплина | Противник Резултат             | Противник Резултат                         | Противник Резултат   | Противник Резултат                           | Противник Резултат | Противник Резултат     | Противник Резултат                                | Детаљи |
| ---------------- | ---------- | ------------------------------ | ------------------------------------------ | -------------------- | -------------------------------------------- | ------------------ | ---------------------- | ------------------------------------------------- | ------ |
| Армен Мкерчијан  | −48 кг     | Restrepo Колумбија · Поб. 10:0 | Eiter Сједињене Америчке Државе · Поб. 9:2 | Вила Куба · Поб. 4:2 | Railean Молдавија · Поб. 7:2                 |                    |                        | Kim Il Северна Кореја · Пор. 4:5 ·                |        |
| Arayik Gevorgyan | −68 кг     | Al-Osta Сирија · Поб. 3:0      | Гогољ Белорусија · Поб. 3:2                | Слободан             | Saunders Сједињене Америчке Државе · Пор 0:4 |                    | Sánchez Куба · Пор 4:8 | Hwang Јужна Кореја · Поб. 0:0 (одлука) · 5. место |        |

Грчко римски стил
| Рвач              | Дисциплина | Квалификације                              | 1/8 финала                       | 1/4 финале                  | 1/2 финале            | Репасаж 2. круг                 | Репасаж 3. круг                 | Репасаж 4. круг                   | Финале                                         | Детањи                                       |
| Рвач              | Дисциплина | Противник Резултат                         | Противник Резултат               | Противник Резултат          | Противник Резултат    | Противник Резултат              | Противник Резултат              | Противник Резултат                | Финале                                         | Детањи                                       |
| ----------------- | ---------- | ------------------------------------------ | -------------------------------- | --------------------------- | --------------------- | ------------------------------- | ------------------------------- | --------------------------------- | ---------------------------------------------- | -------------------------------------------- |
| Армен Назарјан    | − 52 кг    | Калашников Украјина · Поб. 10:0            | Ha Јужна Кореја · Поб. 12:2      | Danielyan Русија · Поб. 3:0 | Ривас Куба · Поб. 7:2 |                                 |                                 |                                   | Paulson Сједињене Америчке Државе · Поб. 5:1 · |                                              |
| Aghasi Manukyan   | − 57 кг    | Salhi Сједињене Америчке Државе · Поб. 4:0 | Кахиров Украјина · Пор. 0:11     | Није се квалификовао        | Није се квалификовао  | Агајев Азербејџан · Пор. 2:7    | Није се квалификовао            | Није се квалификовао              | 13. место                                      |                                              |
| Mkhitar Manukyan  | − 62 кг    | Hu Кина · Поб. 11:0                        | Komyshenko Украјина · Пор. 2:3   | Није се квалификовао        | Није се квалификовао  | Азиз Шведска · Поб. 4:0         | Choi Јужна Кореја · ТО          | Pirim Турска · Пор. 4:9           | Мартинов Русија · Повреда прот. · 7. место     |                                              |
| Samvel Manukyan   | − 68 кг    | Karapınar Турска · Пор. 0:3                | Није се квалификовао             | Није се квалификовао        | Није се квалификовао  | Ескобар Колумбија · Поб. 12:0   | Daynes Канада · Поб. 9:3        | Третјаков Русија · Пор. 0:5       | 10. место                                      |                                              |
| Levon Geghamyan   | − 82 кг    | Лидберг Шведска · Пор. 0:2                 | Није се квалификовао             | Није се квалификовао        | Није се квалификовао  | Фаркаш Мађарска · Поб. 4:0      | Фринта Чешка · Поб. 3:2         | Јованчевић Југославија · Поб. 2:0 | Turlykhanov Казахстан · Пор. 1:3               | Sanatbayev Киргистан · Пов. прот. 7. мес. \| |
| Tsolak Yeghishyan | − 98 кг    | Gelénesi Мађарска · Поб. 5:1               | Константинидис Грчка · Пор. 0:12 | Није се квалификовао        | Није се квалификовао  | Реџепов Туркмeнистан · Поб. 5:2 | Сидоренко Белорусија · Пор. 0:2 | Није се квалификовао              | 9. место                                       |                                              |

## Скокови у воду
- резултати

### Мушкарци
| Такмичар              | Дисциплина     | Предтакмичење | Предтакмичење | Полуфинале       | Полуфинале       | Полуфинале       | Полуфинале       | Финале           | Финале           | Финале           | Финале  | Детаљи |
| Такмичар              | Дисциплина     | Бодови        | Место         | Бодови           | Место            | Укупно бодова    | Место            | Бодови           | Место            | Укупно бодова    | Место   | Детаљи |
| --------------------- | -------------- | ------------- | ------------- | ---------------- | ---------------- | ---------------- | ---------------- | ---------------- | ---------------- | ---------------- | ------- | ------ |
| Hovhannes Avtandilyan | 10 м платформа | 275,64        | 32            | Није се пласирао | Није се пласирао | Није се пласирао | Није се пласирао | Није се пласирао | Није се пласирао | Није се пласирао | 32 / 37 |        |

### Жене
| Такмичарка            | Дисциплина | Предтакмичење | Предтакмичење | Полуфинале        | Полуфинале        | Полуфинале        | Полуфинале        | Финале            | Финале            | Финале            | Финале  | Детаљи |
| Такмичарка            | Дисциплина | Бодови        | Место         | Бодови            | Место             | Укупно бодова     | Место             | Бодови            | Место             | Укупно бодова     | Место   | Детаљи |
| --------------------- | ---------- | ------------- | ------------- | ----------------- | ----------------- | ----------------- | ----------------- | ----------------- | ----------------- | ----------------- | ------- | ------ |
| Arusyak Gyulbudaghyan | 3 м даска  | 228,72        | 20            | Није се пласирала | Није се пласирала | Није се пласирала | Није се пласирала | Није се пласирала | Није се пласирала | Није се пласирала | 20 / 30 |        |

## Стрељаштво

### Мушкарци
| Стрелац          | Дисциплина   | Квалификације                    | Квалификације | Финале           | Финале           | Плаасман         | Детаљи                                       |
| Стрелац          | Дисциплина   | Резултат                         | Пласман       | Резултат         | Укупно           | Плаасман         | Детаљи                                       |
| ---------------- | ------------ | -------------------------------- | ------------- | ---------------- | ---------------- | ---------------- | -------------------------------------------- |
| Hrachya Petikyan | тростав 50 м | 396 (л)+ 379 (с) + 389 (к) =1164 | 13-17 /49     | Није се пласирао | Није се пласирао | Није се пласирао | Архивирано на веб-сајту (23. септембар 2009) |

## Тенис
Јерменски тенисер Саргис Саргисјан добио је позивницу организатора за учешће на турниру.

### Мушкарци
| Саргис Саргисјан | појединачно | Д. Нестор Канада · Поб 6-4, 6-4 | Т. Енквист Шведска · Пор 6-4, 6 (2)-7, 4-6 | Није се пласирао | Није се пласирао | Није се пласирао | Није се пласирао | Није се пласирао | Није се пласирао | Није се пласирао | Није се пласирао | Није се пласирао | Није се пласирао | Није се пласирао |

## Џудо
Јерменију је у џудоу престављао Arsen Gevorgyan који се такмичио у категорији до 78 килограма. Игубио је у квалификацијама, али његов резултат није забележен.